# Winchester Repeating Arms Company

Winchester Repeating Arms Company Logo

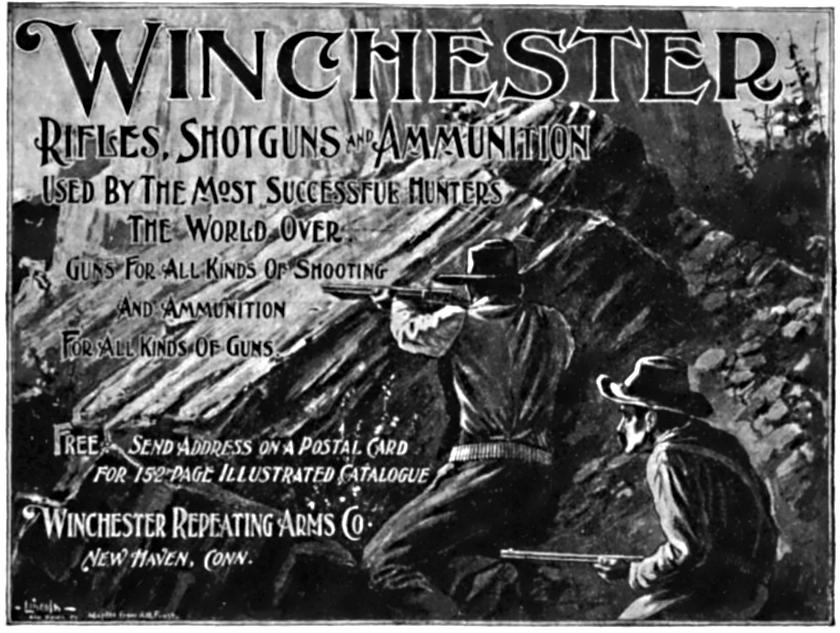
Werbung aus dem Jahre 1898

Die Winchester Repeating Arms Company war im späten 19. und frühen 20. Jahrhundert ein bekannter US-amerikanischer Hersteller von Repetierwaffen und Munition.

## Geschichte
Der Vorgänger des Unternehmens war die Volcanic Repeating Arms Company, die von Daniel Baird Wesson und Horace Smith 1855 in Norwich (Connecticut) gegründet wurde. Sie produzierte Pistolen für Rocket Balls-Munition und für dieselbe Munition auch den Volcanic-Karabiner. Diese Firma war aber wirtschaftlich nicht erfolgreich und wurde von Oliver Winchester aufgekauft. Die Firmengründer verließen daraufhin das Unternehmen und gründeten Smith & Wesson.
Oliver Winchester reorganisierte 1856 die Firma als New Haven Repeating Arms Company in New Haven, Connecticut. Das nach dem Erfinder und Werksmeister Benjamin Tyler Henry benannte Henry-Gewehr war ein voller Erfolg. Offensichtlich um aus dem nun bekannten Namen "Tyler Henry" Profit zu schlagen, benannte man die Firma 1865 kurzzeitig in Henry Repeating Arms Company um. 1866 wurde die Firma in Winchester Repeating Arms Company umbenannt, da Oliver Winchester inzwischen die Kontrolle vollständig übernommen hatte. Um die gestiegene Nachfrage befriedigen zu können, bezog die Firma 1867 in Bridgeport ein größeres Gebäude. Oliver Winchester kaufte in New Haven ein Grundstück, um dort ein neues Gebäude zu errichten. 1871 zog die Firma erneut um.

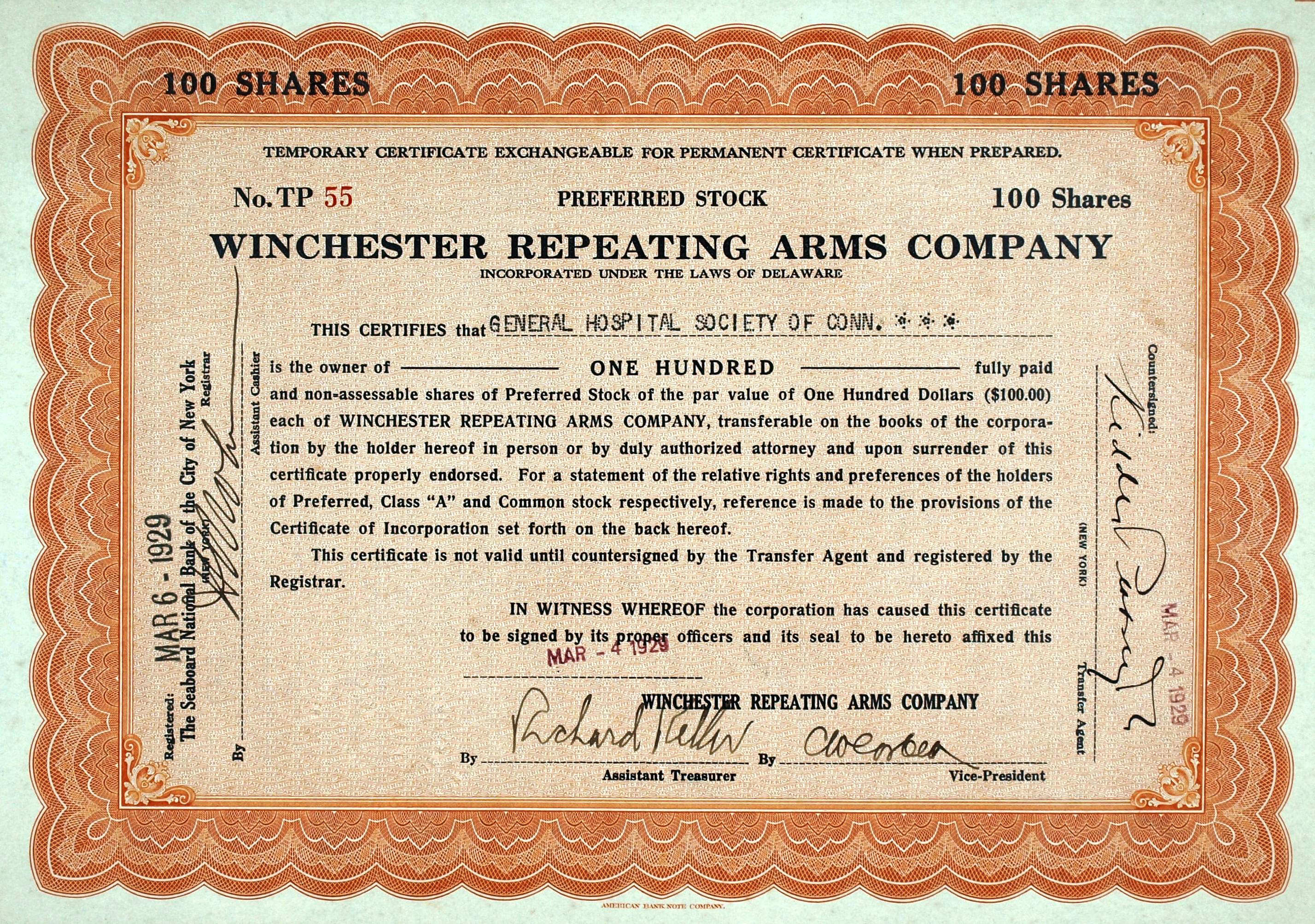
Aktie der Winchester Repeating Arms Company vom 4. März 1929

Nach dem Tod Winchesters 1880 ging die Firma in den Besitz seines Sohnes William Wirt Winchester über, der im März des darauf folgenden Jahres an Tuberkulose starb. Winchesters Schwager William Converse und sein Schwiegersohn Thomas Gray Bennett übernahmen 1890 die Leitung des Unternehmens, das zu 50 Prozent der Witwe William Winchesters, Sarah, gehörte. Schon vor 1886 ging Winchester mit John Moses Browning eine Allianz ein, der in der Folge bis 1900 die meisten Winchester-Repetiergewehre entwarf. Als sich die Firma nach dem Ersten Weltkrieg mit der Rüstungsproduktion und unglücklichen Investitionen übernommen hatte, verlor der Bennett-Clan die Kontrolle über das Imperium. 1931 übernahm zunächst eine Bankengruppe und dann der von der Olin-Familie geleitete Munitionskonzern „Western Cartridge“ das Unternehmen.
Die 1981 unter dem Namen U.S. Repeating Arms Company abgetrennte Schusswaffensparte ging 1989 in die Insolvenz und wurde danach Teil der belgischen Herstal Group, die auch Muttergesellschaft der Browning International S.A. ist. Die Olin Corporation hält aber nach wie vor die Munitionssparte „Winchester Ammunition“ sowie die Rechte an den Winchester-Waffen. Das traditionsreiche Werk in New Haven wurde am 31. März 2006 geschlossen und 2008 an Winstanley Enterprises verkauft. U.S. Repeating Arms Company produziert seitdem in Belgien, Portugal und Japan.